# Xã Cambridge, Michigan
Xã Cambridge (tiếng Anh: Cambridge Township) là một xã thuộc quận Lenawee, tiểu bang Michigan, Hoa Kỳ. Năm 2010, dân số của xã này là 5.733 người.